# Barcelona (Band)
Barcelona ist ein Indie-Rock-Trio aus Seattle, Washington, bestehend aus Brian Fennell, Chris Bristol und Rhett Stonelake.

## Geschichte
Nach ihrer Formierung im Jahr 2005 unterschrieb die Band 2007 einen Promotionvertrag mit MySpace Records und MySpace.com. Absolutes, das erste gemeinsame Studioalbum der Gruppe, erschien im September 2007 auf dem Independent-Label NBD Music. Die Platte erhielt überwiegend positive Kritiken.
2008 unterzeichnete die Band einen Plattenvertrag mit Universal Motown. Das Label veröffentlichte Absolutes im April 2009 ein zweites Mal – jedoch ohne großen kommerziellen Erfolg. Das Lied Please Don't Go erschien 2011 schließlich auf dem Soundtrack zu Francis Lawrences Wasser für die Elefanten. Im selben Jahr hat der deutsche Rapper Casper das Lied Please Don't Go gesampelt und unter dem Namen Kontrolle/Schlaf auf seinem Album XOXO veröffentlicht.

## Diskografie

### Alben
- 2005: Safety Songs
- 2009: Absolutes
- 2012: Not Quite Yours
- 2014: The Melodrama (Serie mit 3 Veröffentlichungen: Love Me, Love You, Know Love)
- 2016: Basic Man